# Río Tenaru
Río Tenaru es el nombre de un río en la costa norte de la isla de Guadalcanal, en el país de las Islas Salomón, en el Océano Pacífico. Posee un afluente del Savo (llamado Sealark Sound antes de la Segunda Guerra Mundial). Durante la referida guerra, fue el sitio de la Batalla del Río Tenaru.